# クレジットカード

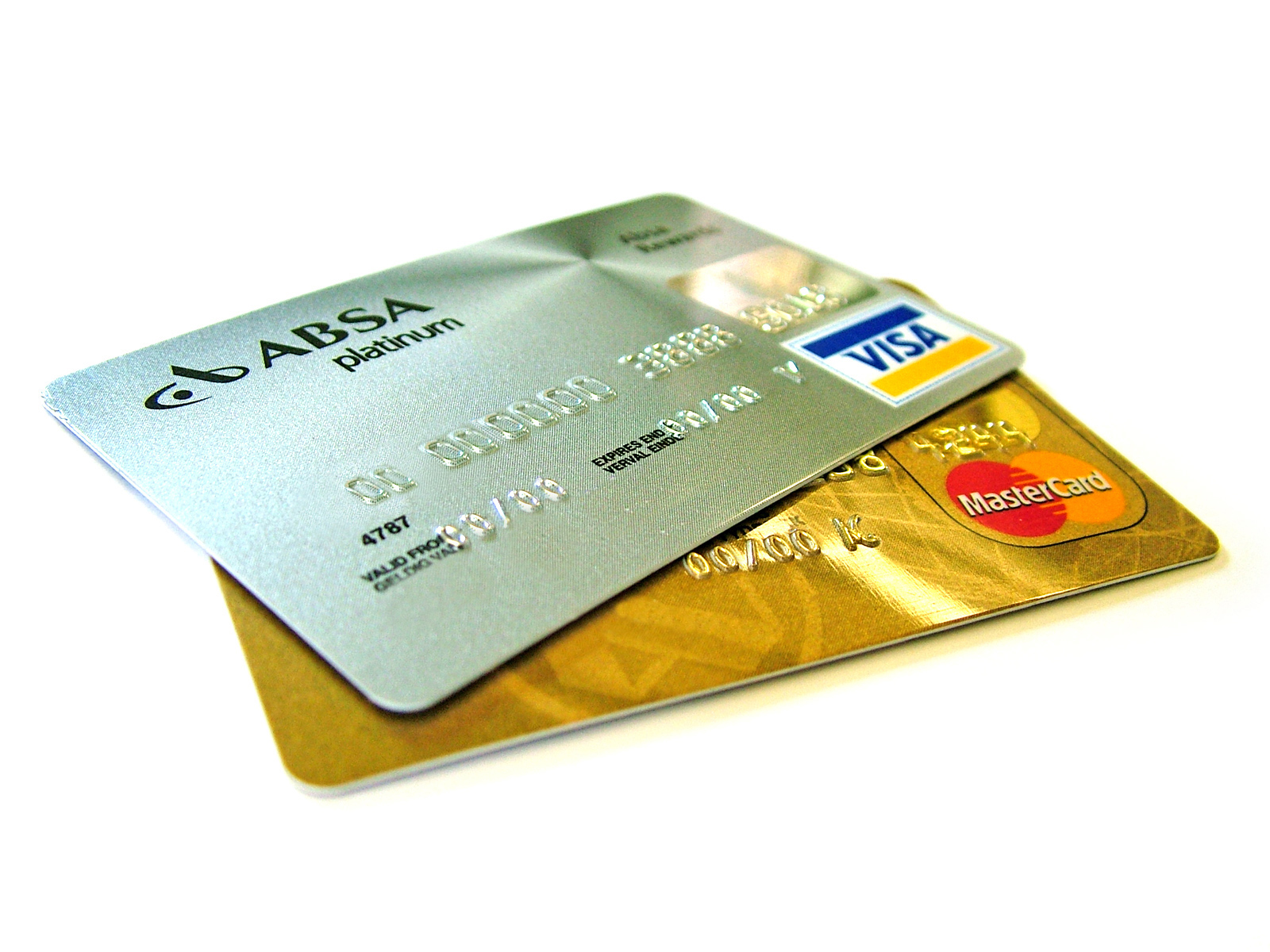
南アフリカのクレジットカード（アブサ銀行、2005年頃）

クレジットカード（英: Credit card）は、商品を購入する際の後払い決済（支払）をする手段のひとつ。または、契約者の（会員）番号、姓名、有効期限、その他が記載・記録されたカードである。顧客のクレジット（信用）により後払いが可能な手段である。韓国語や中国語では「信用カード」と呼ばれる。
分割払い機能を持つものをクレジットカード、1回払いのものを欧米ではチャージカードと呼ぶこともある。それに対して、銀行口座に紐付けられ、口座預金を即時に決済に使用するカードは、デビットカードと呼ばれる。
クレジットカードはその前身も含めて、アメリカ合衆国では約150年の歴史がある。

## 概要
クレジットカードは、利用代金を後で支払う後払い（ポストペイ）の決済手段である。高額商品の購入に際しても多額の現金を持ち歩く必要がなく、カードを提示するだけで（設定された限度まで）支払いが可能となる。支払いは締め日に明細が送付され翌月に支払うことが多い。支払い手段も分割払いやリボルビング払いなどさまざまなプランが用意されている。
後払いであることから顧客には一定の信用が必要なため、前払いのプリペイドカードや即時払いのデビットカードと異なり入会に際して審査が行われる。
店舗側も決済システムを導入すれば高額商品や海外からの旅行者の買い物であっても偽札の不安や両替の手間がなくなる。また、支払い請求などの事務作業もカード会社側が行うため代金回収に失敗することも少ない。
クレジットカードには、磁気ストライプによるものとICによるもの、国際規格のNFC（EMVコンタクトレス決済）サービスによるものがあり、ICで決済が行われた場合は、署名に代えて暗証番号の入力を行うことで決済ができる。

## 券面
1. 発行会社ロゴ
2. ICチップ電極
3. ホログラム
4. カード番号
5. 国際ブランド
6. 有効期限
7. カード保有者氏名
8. 非接触型IC

1. 磁気ストライプ
2. サインパネルと署名
3. セキュリティコード

カード番号・有効期限・カード保有者氏名はインプリンタでの使用を前提としてエンボス（浮き彫り）加工がされているものが多いが、信用照会のオンライン化に伴いインプリンタの使用機会が減少したため、エンボス加工のないエンボスレスカードも登場している。2020年ごろからはエンボスレスであることに加え、表面にカード番号や保有者氏名を表記せずすべて裏面に表記するといった券面のカードが次々と増えている。
カード保有者氏名は[名] [姓]順のアルファベット表記、有効期限は[月2桁] / [西暦下2桁]表記である。
オンライン照会の普及後は、カード情報を電子的に読み取るための磁気ストライプが付属するようになったが、スキミング被害が多発したため、1990年代以降、ICカードへの切り替えが進んだ。日本でも2018年6月に「改正割賦販売法」が成立し、2020年3月末までに加盟店の決済端末のICカード対応が義務づけられた。ICカードはISO/IEC 7816で標準化されている。
非接触型ICは非接触型決済に用いられるICで、2002年の「Mastercardコンタクトレス」ではじめて搭載された。2020年現在、「Visaのタッチ決済」や「JCB Contactless」など多くのカード会社で採用されている。非接触型ICカードはISO/IEC 14443で標準化されている。
決済の際、必要となる署名は、ICカード・非接触型ICカードでは4桁の暗証番号入力に置き換えられている。いずれも少額決済の場合は不要のケースがある（加盟店とカード会社の個別の契約による）。
国際ブランドは1980年代以降、国内の発行会社（イシュアー）が発行したカードでも多く見られるようになっている。国際ブランドは加盟店のアクワイアラーとカード所有者のイシュアーが異なっていても、国際ブランドのネットワークを使って決済が行える仕組みを実現している。

## 買い物における仕組み

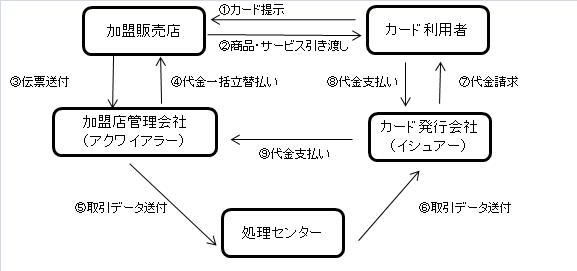
カード取引の流れ

クレジットカードは、利用できる加盟店で、商品の購入に際しクレジットカードを提示すると、いったんクレジットカード会社が加盟店への支払いを肩代わりし、後でカード利用者へ代金を請求する仕組みである。流れは以下のとおり（ここではノン・オン・アス取引で説明する。また、信用照会は省略した）。
1. カード利用者は、カード加盟店でクレジットカードを提示する。
2. カード加盟店は、商品・サービスを、カード利用者へ提供する。
3. カード加盟店は、商品・サービス代金の伝票を加盟店管理会社へ回す。
4. 加盟店管理会社は、商品・サービス代金から加盟店手数料を差し引いた金額を数日以内にカード加盟店へ一括で支払う。
5. 加盟店管理会社は、取引情報を処理センターへ送る。
6. 処理センターは、取引情報をカード発行会社へ送る。
7. カード発行会社は、手数料を上乗せして商品・サービス代金をカード利用者へ請求する。
8. カード利用者は、商品・サービス代金をカード発行会社へ支払う（通常は月極め締めの一定期間（例えば25日）後）。
9. カード発行会社は、商品・サービス代金からカード利用者紹介手数料を差し引いた金額を加盟店管理会社へ支払う。

カードの利用にあたってはクレジットカード発行会社へ信用照会が行われる。ここで承認が降りない場合（期限が切れている、限度額を超えている、支払いが遅れているなど）、クレジットカードを使用することはできない。
米国や日本などでは、基本的にカード払い（ただし一回払い）でも現金払いでもカード利用者への請求額は同額であるが、イギリス、デンマーク、スウェーデン、オランダ、オーストラリアなどではカード取扱手数料の加算請求が認められている。
米国では、カード発行会社は銀行でなければならないため、窓口や通常の預金・貸付業務などを行わないクレジットカード専門の銀行が多数存在する。
米国や日本のようにカード払いでも現金払いでもカード利用者への請求額は同額の場合、利用者から見ると加盟店にとってカード払いも現金払いも同じに見えるが、加盟店に実際に支払われる金額は現金取引の場合の金額から手数料を差し引いた金額で、この手数料は結果的に加盟店管理会社、処理センター、カード発行会社で分配される。手数料は通常3%前後であるが、加盟店と加盟店管理会社の力関係（取引額）などにより異なる。なお、日本の小規模店舗ではカード手数料への不満も根強く、2025年の調査によれば決済手数料に「満足」と感じている事業者は29.2%にとどまった。約6割は手数料を許容できる範囲と見なす「中立」層で、「不満」と回答した層も14.6%存在する。その他にも、加盟店は加盟店管理会社から以下のようなさまざまな名目の料金を徴収される。
- 毎月の口座維持費
- 毎月の端末使用料
- トランザクション（販売・返品など）ごとの固定料金

カードの不正使用（たとえば、他人のカードを使ってカード名義人になりすまして加盟店で買い物をするなど）がありカード名義人からカード発行会社に通報があると、加盟店はカードの裏の正規名義人の署名と同じ署名のあるカード使用スリップや、名義人がカード発行会社に登録した住所への購入物品の送り状などを加盟店管理会社に示して瑕疵のなかったことを証明しなければならず、それができなければ不正使用の損失はその商品・サービスを販売した加盟店が被ることになる。
カードで購入した商品を返品する場合は、購入に使用したカードを購入店の端末で読み取らせてレジでキャンセル処理を行い、店舗からカード会社に対して返金処理を行い、カード会社から顧客へ返金処理が行われる。

## 入会について
クレジットカードを入手するためには、申込を行い審査を受ける必要がある。審査の基準はクレジットカードの種類やイシュアによって異なるが、特に米国においては、信用情報（クレジットヒストリー）が非常に重要となる。そのため、現金を多く持っていてもクレジットヒストリーがない、あるいは返済状況が悪ければ、クレジットカードの取得は困難となる。

## 国際ブランド
国際ブランドは、世界中でクレジットカード決済が可能なシステムを提供する会社のことである。クレジットカードの国際ブランドと同じ国際ブランドの加盟店でカードを利用することができる。また、国際ブランドは、店舗だけでなく国や地域によって対応する種類が異なる。
2018年時点での取引額ベース（デビットカード、プリペイドを含む）の世界シェアは、次の通り。
1. Visa 44.84%
2. 銀聯（Union Pay） 26.66%
3. マスターカード 24.46%
4. アメリカン・エキスプレス 2.26%
5. JCB 1.04%
6. ダイナースクラブ 0.74%

### Visa
世界ではトップシェアでMasterCardと並ぶ2大ブランド。日本においてもトップシェアである。当初は住友クレジットサービス（現在の三井住友カード）をはじめとするVISAジャパン協会（現在のVJA）のみがカード発行および加盟店の開拓を行っていたが、1987年のスペシャルライセンシー制導入後はVISAジャパン協会以外の銀行系や信販系・流通系など、多くの企業と提携を行っている。

### MasterCard
世界的には、VISAと並ぶ2大ブランド。EMV仕様の先駆けの「Euro Pay」と提携から始まり、2002年7月にドイツ・フランクフルトで統合（USA商品開発本社とEU本社に分かれる）しているため、ヨーロッパ圏などで強いと言われていた。現在では、両陣営に同時加盟しているカード会社が加盟店開拓を行うことが多く、VISAが使える店舗ではMasterCardも使えるため、どちらも利便性に大きな差はない。
日本においては、VISAが原則として直接加盟を認めていない非銀行系のカード会社へのブランド供与、CM攻勢などを積極的に推進することによって、勢力拡大を図っている。

### American Express
「Amex（アメックス）」の通称でも知られる。アメリカホテル組合会社が発行権を買収して現在に至る。カードのグレードに合わせ、用意された豊富なサービスが特徴。「ゴールドカード」「プラチナカード」「ブラックカード（正式名称は「アメリカン・エキスプレス・センチュリオン・カード」）」の元祖である。また、自社発行のカードに、グレードに応じた利用限度額を一律に設定していない。実質の限度額を増やす条件には、アメックスの支払い実績を作るか、資産の裏付けに応じることなどが挙げられる。
上記2社とは違い、自社でカード発行を行う「イシュア業務」と「アクワイアラー業務」とともに、日本ではMUFGカード、クレディセゾンに、香港ではイオンクレジットサービスの現地法人に対してもライセンス供与を行っている。ローマ兵士のカードフェイスで知られる。日本国内では自社加盟店のほか、提携先のJCBの加盟店でも使用できるため、日本国内における利用可能店舗数は上記の2社にほぼ並ぶ。

### JCB
日本で最初に発行された日本企業による本格的なクレジットカード。民間企業で初めて銀行口座からの自動振替を実現するなど、長らく日本のクレジットカード業務を開拓、牽引してきた。初のアジア発国際ブランドである。
アジアを中心に加盟店を増やし、世界各国に加盟店を広げるが、とりわけシンガポール、マレーシア、タイ、香港、台湾、韓国、アメリカ合衆国ハワイ州などではVISAやMasterCard並みの加盟店がある。歴史的に日本からの観光客が多いハワイ州やグアムでは会員優待が充実している。また、後述のDISCOVERとの相互開放提携を行っており、加盟店の少ないカナダやオセアニア諸国をカバーする。日本の加盟店数は約800万店（2013年）である。
アメリカ合衆国などでは、加盟店開拓業務でAmerican Expressとの提携を行っているが、完全な相互開放ではない（加盟店側がオプションとして選択する形式）。日本では自社およびJCBグループ（フランチャイズ）以外のカード会社にもライセンス供与（加盟店開放・ブランド発行会社）を行い、提携先を通じたカード発行も行われている。
かつて日本ではJCBしか使えない店も散見されたが、海外勢が拡大してきた21世紀には、加盟店手数料の高さなどからVISAやMasterCardには対応しているがJCBには対応していない店も増えている。一方で、2022年にアメリカで行われた裁判以降に、日本でもコンテンツ内容による決済停止が相次ぐ事態となっているが、日系のJCBはその中でも決済サービスを提供しており、一部では「最後の砦」と認識されるに至っている。

### Diners Club
アメリカではさまざまな業種によって、クレジットカードが多数発行されてきたが、飲食店を中心に、汎用型のクレジットカードとしてはアメリカで最初のものといわれる。ほとんどの自社発行カードの利用限度額には一律に制限を設定していない。また、ゴールドカード以下のグレードに値するカードは発行しておらず、入会時には高い属性が要求される。このためステータスが高いブランドのひとつといわれていた。長きにわたり独立系で加盟店は少なかったが、2000年にシティグループに属したことで、米国・カナダにおいてMasterCardとの提携が実現、また日本においてはJCBと加盟店開放契約（Amexと同様、完全開放ではなくオプション扱い）を締結、北米地域・日本における利用可能店は拡大している。2008年4月、シティグループは経営不振により傘下のダイナースクラブ・インターナショナルをディスカバー・フィナンシャル・サービシスに売却。ディスカバーの傘下となった。

### DISCOVER
アメリカ発、カード会員5,000万人、加盟店400万店以上。大半の加盟店はアメリカであるが、一部カナダ、メキシコ、コスタリカ、ミクロネシア、マーシャル諸島やカリブ海の諸国で加盟店開拓をしている。また、JCBおよび中国銀聯と加盟店を相互開放しており、日本、中華人民共和国、シンガポール、タイ、韓国などアジア地域での利用可能店を急速に拡大している。
現在、日本国内の会社からカード発行されていない、唯一の国際ブランドである。

## カード番号
- クレジットカードの番号は、VISA、MASTER、JCBなどでは16桁、AMEXは15桁、ダイナースは14桁となっている。
- カード番号の番号体系はISOで決められている。
- 国内専用カードの場合はISOではなく、その国の機関によって決められている[注 4]。

## 限度額
通常、使用者の属性に応じてカードごとに利用限度額が定められており、日本では一般カードで10万〜50万円、利用実績などによっては50万円超〜200万円程度、ゴールドカードでは50万〜300万円程度となっており、属性や利用実績などによって開きがある。諸外国のカード会社では、限度額を月給のX倍相当額迄などと設定しているケースもある。
利用限度額と未払い債務（未請求の債務を含む）額の差が、その時点でのクレジットカードによる立替払いが可能となる金額となる。クレジットカードによって異なるが、小額なら利用限度額を超える利用ができる場合もある。
なお、事前の利用限度額を設けないとしているカードもあるが、カード会社側では実際は規定の限度額（与信枠）を管理しており、多額の利用をしようとすると承認が求められる。
なおコールセンターなどに利用限度額を上げるように申請すると、改めて審査が行われて利用限度額が増えることもある。このことを与信枠を増やすことから、「増枠」と呼ぶことがある。
同一のカード会社から複数枚のカードを発行されている場合、「全カードが利用可能枠を共有する」、あるいは「カードごとの限度額と別に全体の利用限度額を設定している」などの事情により、カードごとの限度額の単純合計より利用枠は制限される。
また、海外旅行に行く場合や、国内であっても大きな買い物をする場合（一例としてはリフォーム費用、自動車修理費用、冠婚葬祭費用など）、一時的に利用限度額を上げてもらうこともできる（申し込みの際は用途や期間を聞かれることが多い）。これは「臨時増枠」「一時増枠」などと呼ばれる。
なお、一部のカードでは目的別（店舗別）に複数の限度額が設定されている場合がある。過去には国際ブランドと提携したばかりのハウスカード（ハウスカードについては後述）で、自社店舗利用分と国際ブランドでの利用が分かれていたものも多かった。現在では決済システムの統合のためにほとんどなくなっている。

## 支払方法
クレジットカードにはさまざまな支払い方法が用意されている。
一括払い
その名の通り、1回で支払ってしまう方法である。もっとも一般的な支払方法。一括払い専用のカードは、別名「チャージカード」と呼ばれる。初期に生まれたクレジットカードはすべて一括払いであった。手数料は無料。
分割払い
ほとんどのクレジットカードで手数料が無料の2回分割払いと、手数料が有料の3〜36回程度の分割払い（アドオン払い：利用額に利率を掛け、その総額を分割払いする方法）。高額商品を購入するときに有用な支払い方法である。カードが対応していても、店舗によっては分割払いを取り扱えない場合もある。
リボルビング払い（リボ払い）
手数料が有料で、毎月決められた一定金額を支払う方法である。買い増ししても毎月の支払い金額が変わらないのが特徴。その代わり支払い回数が増えていく。加盟店が消極的なことがあるため普及していないが、逆にカード発行会社では増収を期待して、利用者向けにキャンペーンなどで奨励する傾向がある。また、店舗で一括払いと指定しても、支払いはすべてリボ払いとなる「リボ専用カード」や、後日、公式サイトや電話連絡によってリボ払いへ変更できるものもある。
ボーナス払い
ボーナスを当てにして支払う方法。ボーナス一括払いであれば最長6か月、ボーナス2回払いであれば最長1年間の支払い猶予期間がある。なお、ボーナス払いを指定できる期間は決まっているため注意が必要（ボーナス時期の直近はボーナス払いができないなど）。ボーナス一括払いは手数料が無料で、ボーナス2回払いは多くの場合に手数料が有料。
フレックス払い
フレックス払いはリボ払いの一種であるが、クレジットカード会社が定める最低の金額以上であれば返済額を自由に定めることができる。リボ払いに柔軟さが加わったと考えると分かりやすい。
前払い方式
プリペイドカード方式のクレジットカードで、性質的には前払い式電子マネーに近い。使い捨てのギフト用プリペイドカードと繰り返し前払い（チャージ）可能な継続使用型プリペイドカードがある。
使用代金の支払サイト（締め日から引き落とし日までの期間）は、カードの種類や発行会社によって異なるが、月末締め翌月27日引き落としや、15日締め翌月10日引き落としなどの形がある。会社によっては（あるいはカードによっては）複数の支払日から選択可能な会社もある。
日本以外の国では、アドオン払いまたはリボルビング払いがあるものをクレジットカードとし、毎月の利用額を月ごとに全額払う（一括払い）カードをチャージカードと呼び、クレジットカードと区別することがある。アメリカにおけるアメリカン・エキスプレスやダイナースクラブの主要カードは、チャージカードである。チャージカードにおいては、利息ではなく、加盟店からの手数料、カード利用者からの会費や手数料（外国為替手数料など）、付帯サービス（旅行代理店業など）の売上などから利益を得ている。

## 法人カード
法人カードとは、法人代表者や個人事業主を対象に発行されるクレジットカードのこと。
個人用クレジットカードとの違いは、利用限度額が高いこと以外で性能面に大きな差はない。性能以外だと、引落口座に法人口座を指定できたり、審査の際に登記簿謄本や事業計画書が必要だったりする。
類似する言葉に「ビジネスカード」や「コーポレートカード」という呼び名がある。これらの違いは発行会社毎に異なるため明確な定義はないものの、主に「ビジネスカード」は個人事業主や中小企業向け、「コーポレートカード」は大企業向けとして区分されている。
コーポレートカード
法人（おもに大企業）を対象に発行される経費決済カード。利用限度額は法人または部署単位で設定されており、契約形態によるが法人側が任意にカードの発行枚数（利用者）を指定できるようになっている。また、キャッシング機能を付帯させることも可能。
法人によっては社員にこのカードと後述の福利厚生カードの2種類持たせ、着服させないようにしているところもある。
おもに接待費や出張費、消耗品購入など法人の経費を決済する際に用いられ、それらの費用はカード会社が立て替えるため、法人側は支払日まで現金を用意する必要がなく、カード利用分は経理担当などが明細によって利用者ごとにどの加盟店でいくら使ったか確認できる。特にコーポレートカードは運送会社にとってメリットがあり、車両ごとにコーポレートカードの子カードを発行できるため、どの車両でいくらガソリン・軽油や高速道路を使ったのか把握するのが容易になる。また、ゴールドカードに準ずるサービスのため、出張時の空港ラウンジや旅行傷害保険が無料付帯されるなどの利点がある。
パーチェシングカード
パーチェシングカードは、コーポレートカードの一種で、カードの利用先を限定した経費決済カードのこと。利用先を限定することで、従業員の使いこみを防止できることや貸し倒れリスクを抑えられるため、一般的なコーポレートカードよりも高額な限度額を設定できる利点がある。
ビジネスカード
個人事業者向けカード
日本の一部のカード会社による独自のカードで、先のコーポレートカードをアレンジして個人事業者向けに発行するもの。個人カードと同じく一般とゴールドのグレードが選べるようになっており、年会費が無料の場合もある。ビジネスカードにはカード会社ごとに与信が設けられており、一般的に「業歴3年以上・黒字決算2期以上」とされているが、実際は申込み者の信用情報に問題がなければ、審査に通るものとされている。
福利厚生カード
福利厚生のために法人に所属する者や職域生協の組合員に対し発行されるカード。ゴールドカードに準ずるサービスが付帯しているが、個人で契約するゴールドカードより限度額が低く一人当たり50万円〜80万円程度である。また、法人の契約形態によってカード利用分は翌月の給与から直接天引きされるパターンもある。
有名なものでは、JCBおよび三菱UFJニコスが国家公務員共済組合連合会（KKR）と提携し、組合員（退職者を含む）に発行する「KKRメンバーズカード」がある。
住信カードは、朝日新聞社と提携し、同社のアスパラクラブの会員にビジネスカードを“切り売り”し、年会費2,500円で発行している。

## 歴史
「クレジットカード」の語自体は、1888年にアメリカ合衆国の著作家エドワード・ベラミーが、2000年（100余年後）を舞台にしたユートピア小説『顧みれば』で用いたのが最初とされている。この小説では "credit card" という語が11回用いられている。この小説でベラミーは、100年後の社会で紙幣に代わる、国家から配布される労働の対価、支払い手段としてのクレジットカードを構想している。
クレジットカードの出現は、19世紀後半のアメリカ合衆国にその起源を求められ、20世紀に入ってガソリン、流通など特定の業種を中心に発達した。アメリカでのプラスチックカードの本格的な普及は1950年代からであり、ほかのカード先進国では1960年代に入って普及した。米国では膨大な小切手処理、高額紙幣の信用が低く使いにくいこと（100ドル札が偽造されることが多い。偽札参照）、社会生活に必要不可欠な信用情報（クレジットヒストリーおよびクレジットスコア）を構築する手段や、使用者自身の信用を証明する手段としてクレジットカードがもっとも一般的であること、日常的な消費にあたりごく少額の支払いであってもクレジットカードによる支払ができるなどの理由により、クレジットカードの保持および使用が多い。

### 米国
- 19世紀後半 - フランク（Frank）という紙製の通信、荷物の料金支払いなどのためのペイメントカードが発行され普及した。
- 1910年代初め - 石油会社、タクシー会社などにより、紙製のクレジットカードが発行された。Credit Cardという名称も使用された。ただし機能的にはクレジットカードであっても、クレジットカードとは呼ばれていないものも多かった。
- 20世紀前半から、金属製のクレジットカード（チャーガ・プレート）が流通業界を中心に多数発行された。並行して紙製、セルロイド製などもあった。
- 1950年 - 最初のクレジットカード専業会社ダイナースクラブが米国で設立。当初は手帳のようなチケット型であった。設立動機は、創業者が「夕食のときに財布を忘れても、惨めな思いをしなくていい支払い方式があればいいのに…」という経験から誕生したとされる[18]が、これは当時の企業の宣伝であり、日本では「これが最初のクレジットカード」という事実に基づかない「都市伝説」として広まっている。クレジットカードは、前述の通りダイナースカードの半世紀近く前から、さまざまな形態のものが多数発行されていた。
- 1951年 - フランクリン・ナショナル銀行がクレジットカードを発行。
- 1958年 - アメリカン・エキスプレス（Amex）がクレジットカード業務を開始、バンク・オブ・アメリカカード（VISAの前身）発行開始。
- 1966年 - インターバンク・カード・アソシエーション（ICA）設立。ICA加盟銀行が発行するカードがマスターチャージカード（マスターカードの前身）。
- 1985年 - ディスカバーカード設立。

### 日本
- 1960年

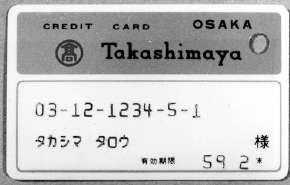
1960年に髙島屋が導入したクレジットカード（見本）

  - 富士銀行（現・みずほ銀行）と日本交通公社（現・ジェイティービー）が日本ダイナースクラブ（シティコープダイナースクラブジャパンを経てシティカードジャパンに分割）を設立[22]（発行は翌年の1961年春、JCBとほぼ同時期に開始）。
  - 丸井が割賦販売用のツールとして「クレジット・カード」を発行。ただし、その名称と形態をアメリカのクレジットカードに模しているものの、割賦販売の支払いが終了したあとで、次回の買い物のために1回限り使用できる紙の「完済証明書」のようなものであり、クレジットカードとは機能が違うものだった。これは次回の買い物の時点で回収された。その後、丸井は買い物の機能があるプラスチック製の「クレジットプレート」を発行したが、きわめて限定的な発行になり普及しなかった。
  - その後、1970年代に入って、丸井はクレジットカード業務を本格的に開始し、そのカードには「赤いカード」の愛称がつく。2006年春から「エポスカード」に変更。
  - 三和銀行（現・三菱UFJ銀行）と髙島屋が国内初の百貨店と都市銀行によるクレジット業務提携を始める。
- 1961年 - 三和銀行と日本信販（現・三菱UFJニコス、以下同）が日本クレジットビューロー（現・ジェーシービー（JCB））を設立してJCBカードの発行を開始。
- 1961年 - 日本ダイナースクラブが、ほぼJCBと同時期にカードを発行。JCBとダイナースクラブが日本での本格的なクレジットカードの発行の始まり。その後は、JCB（および姉妹会社のOCB）のシェアが圧倒的で、JCBグループによる全国展開が進んだ。これらが事実上、日本での最初の汎用型クレジットカードの標準となり、日本のクレジットカードの標準的な機能はJCBによって整備された。
- 1966年 - 日本信販（現・三菱UFJニコス）がクレジットカードを発行。
- 1967年 - 三菱銀行（現・三菱UFJ銀行）が中心にダイヤモンドクレジット（現・三菱UFJニコス）、住友銀行（現・三井住友銀行）が中心に住友クレジットサービス（現・三井住友カード）を設立。JCBがアメックスと提携し国際カード発行。
- 1968年 - 東海銀行（現・三菱UFJ銀行）が中心にミリオンカード・サービス（現・三菱UFJニコス）設立。住友クレジットサービス（現・三井住友カード）がVISAの国際カード発行。
- 1969年 - 第一銀行、富士銀行（以上2行、現・みずほ銀行）、三井銀行、太陽銀行、神戸銀行（以上3行、現・三井住友銀行）、大和銀行（現・りそな銀行）、埼玉銀行（現・埼玉りそな銀行）などが、ユニオンクレジット（現・クレディセゾンおよびユーシーカード）設立。オリエントコーポレーション、セントラルファイナンス（現・SMBCファイナンスサービス）、国内信販（現・Jトラストカード）がクレジットカードを発行。
- 1970年 - ジャックスがクレジットカードを発行。その後、銀行系・信販系クレジットカードの発行が続く。
- 1980年 - アメリカンエキスプレス（Amex）が日本で初めてのゴールドカードを発行。
- 1981年 - JCBが独自の世界展開を開始。
- 1987年 - 日本信販（現・三菱UFJニコス）がVISAカードを発行しMasterCardとのデュアル発行を果たす。この後、ほかの信販系・流通系カードが同様にVISA、MasterCardのデュアル発行をする。
- 1989年 - オムニカード協会設立。ビザ・ジャパン協会（現・VJA）がMasterCardとのデュアル発行を果たす。

### 英国
- 1961年 - イギリスのダイナースクラブ設立。
- 1966年 - バークレイズ銀行がクレジットカードを発行。

## アメリカにおける事例

### 2005年のカード情報流出騒ぎ
VisaやMasterCardのメンバー銀行（アクワイアラー）がデータ処理を委託（アウトソーシング）していたアリゾナ州のデータ処理会社「カードシステムズ」から約4,000万件のカード情報が外部に流出した問題が2005年6月18日に発覚、両社と提携している日本のカードでも流出データが発生し、流出情報をもとにしたカードの不正使用も発生し、被害が出ている。影響はVisaやMasterCardに限らず、Amex、Diners、日本のJCBも情報流出、不正使用があった可能性があると発表され、これらのカード被害が世界中に広まっていることが分かった。
この問題の原因は、本来ならデータ処理会社が保存してはいけないデータを保存していたことにあるとされ、そのデータをクラッキングされて流出したことが分かっている。
利用者側からの方策としては毎月の利用明細書をきちんと照合し、万一不正利用があった場合にはカード会社に申し出ることが必要となる（不正利用と認められれば代金は請求されない）。紛失の場合と同様に新たな番号のカードへ切り替え再発行の依頼も検討する。

### 2007年のサブプライム問題の影響
2007年のサブプライム住宅ローン危機は、クレジットカード業界にも影響を与えた。サブプライム問題以降、カードの未支払いは増加し、貸し倒れは増加している。
貸し倒れ増加の背景には、個人の返済能力の低下およびカード利用額の増大が指摘されている。
個人の返済能力の低下
サブプライム問題によって住宅の資産価値が失われたことは、
- 住宅ローンなどの個人の抱える債務の増加
- 住宅を担保にお金を借りて、カードの支払いに充てる方法がとれなくなった

といった事態を招き、個人の返済能力は低下した。
カード利用額の増大
2000年代の住宅バブルにより、個人が消費活動に対して寛容になった結果、カードの限度額いっぱいまで借金をすることさえも普通に行われるようになった。2000年代前半における中流家庭の収入に対する債務の割合は、平均141%にまで上昇した。加えて、サブプライム問題以降は、日用品の買い物などの当座の資金繰りのために、クレジットカードを使用する人が増えているという。
貸し手の企業には、貸し倒れの拡大を防ぐディフェンシブな対応と、防衛的な対応が増えたためにカードが作れなくなった人へ高利でお金を貸し付けるというアグレッシブな対応が出てきている。
貸し倒れの拡大阻止
銀行などの既存のカード業者は、貸し付け金利の引き上げ、貸付限度額の引き下げ、新規申込者の審査の厳格化の3つによって貸出額を制限し、これ以上の貸し倒れの拡大を防ごうとした。
カードを作れなくなった人への積極的な貸し付け
カードを作れなくなり、日々の生活における資金繰りが悪化した人のために、高利で貸し付ける企業が増えている。給与を担保に高金利（例：500%）で貸し付けるペイデイローン業者は、急速に業績を伸ばしている。銀行も20%前後の金利で預金の範囲内に限り貸し付けを行うケースもある。また、質屋も繁盛しているという。

## カード犯罪防止
クレジットカードは、使用の際には信用照会が行われる。また、クレジットカードが保持者に届いた場合、すぐに裏面の署名欄に署名しなければ、紛失・盗難時の不正利用でクレジットカードが発見された場合、カード発行会社から保証はまったくされず、カード保持者が全額支払うことになる。このためクレジットカードの署名欄は、カード犯罪防止に対して重要な意味を持つ。
また、クレジットカード加盟店において、詐欺・もしくは不正なカードではないか考えるに足るクレジットカードが行使されたとき、もしくはそう考えるに足るカード持参者が現れたときに、持参者になるべく気づかれないよう、カード会社に通報できるようカード会社が定めた符牒が存在する。この符牒で通報を受けたカード会社は、加盟店の保護を最優先に処理を行い、専門のオペレーターが対応を行う。その際になるべく持参者に気づかれないよう、状況の把握（「はい/いいえ」形式の質問）を行い、また必要な場合はオペレーター経由で警察への通報などを行う。他に、カード会社が直接カード持参者またはカード所有者に、電話で質問する場合もある。なお、加盟店から警察に通報することはまれであり、不審者を店舗が拘束することはない。そのカードを使う以外の決済手段を求めるのが通常である。ただし、その時点で情報は全国・全世界の加盟店に通知される。
以下に、各カード会社が公表している『盗難やカード番号窃取による不正使用が疑われる例』を示す。
- 過去に不正利用された住所が含まれている
- 通常の購入頻度や金額を大きく超えている
- 通常使用しない時間帯での購入をしている
- 直近で発生している不正利用のパターンに近い利用がある
- 集中して何度もカードを利用している
- 同一名義人のカードで、離れた場所で短時間での購入記録がある[24]
- 過去の不正利用と同じ、または類似したパターンの利用がある
- 連続して高額な金額での利用がある
- 同一店舗で短時間に複数回の利用がある[25]

犯罪の実例として、2006年7月、JCBの子会社であるJCS（日本カウンターサポート社）の派遣社員がクレジット機能付き郵貯カードの受付の際、顧客から暗証番号を聞き出し、現金を引き出し逮捕された。
クレジットカード不正使用対策のため、政府は2020年までにICカードとICカードに対応した決済端末を普及させる予定。最近ではセゾンカードインターナショナルや三井住友カード（NL）をはじめとして、カードの券面にカード番号やセキュリティコードが書かれていないナンバーレスのカードが普及してきている。
不正利用防止のため、PIN失念時の救済措置として用意されていたPINバイパス機能は2025年3月末をもって廃止となる。

## 法人・国との決済取引の制限・停止処置
インターネットサービスで普及しているメディア系コンテンツを運用しているサイトにおいては、国際ブランドのカード会社から取り扱っている内容物に関しての修正や取り扱い停止の旨を通達することもあり、それらを考慮して取り扱うコンテンツ内容を修正もしくは公開停止、出品・提供に関する制限などに応じるケースや、カード会社からの決済サービスの停止もしくはそれに起因して運営会社が決済利用の一時停止に踏み切ったケースも存在する。
2022年7月、取り扱うポルノコンテンツの諸問題によりVISAおよびマスターカードとの決済取引の一時停止を受けていたPornhubの運営会社MindGeekと広告部門トラフィックジャンキーが起こした訴訟に対し、アメリカのカリフォルニア州の連邦地方裁判所は申し立てを棄却。以降、特定のポルノコンテンツを含めて運用する法人に対する修正要請などが増加。それにより、VISAおよびマスターカードとの決済取引を一時停止する法人が相次いだ。
日本では2024年4月に同人系ダウンロードサイト「DLsite」においてVISA、マスターカード、アメリカン・エキスプレスが取り扱い中止。同月には成人向けアニメブランド「ピンクパイナップル」公式サイトがVISA、マスターカードの取り扱いを禁止。5月には「ファンティア」がVISA、マスターカードが取り扱い中止。6月にはFANZA内の同人コンテンツを扱う「FANZA同人」がVISAの取り扱いを中止。同月にはU-NEXT内の「H-NEXT」がVISAなどの取り扱いを中止した。
国によっては、使用できるクレジットカードが制限されていたり、使用できない国がある。キューバの場合、使用できるクレジットカードは、アメリカ系金融機関以外の金融機関（日本、カナダ、ヨーロッパ、中南米などの金融機関）で決済され、かつアメリカ系企業以外と提携しているVisaとMasterCardのみで、それ以外のクレジットカード（アメリカ系金融機関で決済されるVisaとMasterCardやアメリカ系企業と提携しているVisaとMasterCardも含む）は使用できない。そのため、キューバを訪問した観光客が現金をわずかしか所持せず、クレジットカードに依存したがゆえに、現地で困窮するケースもある。イランではクレジットカードの使用は一切できない。

## その他
会員（カードホルダー）になると、決済（先延ばし払い）以外にも特典がつくことが多い。たとえば、利用実績に応じたポイントサービス、国内・海外旅行傷害保険、チケットの優待販売などである。また、海外渡航の際は身分証明書のひとつとして支払能力の保証や信用保証が得られる場合もある（現金払いの場合は支払能力の証明にデポジット - 保証金の前納を要求するホテルが一部にある）。カード会社によっては、累積ポイントの無期限化や交換景品、付帯サービスを拡充することによって会員サービスの向上を図っている。決済サービスそのものだけでは他社との差別化ができないゆえの施策だが、その原資は会員から徴収する年会費や加盟店からの決済手数料によって賄われているに過ぎない。
短期に高利回りの運用が可能な場合には、クレジットカードで支払った代金の決済日までその資金を運用し、運用益を稼ぐこともできるため、日本でもバブル崩壊期までは財テクのひとつだった。日本の業者では少ないが、欧米ではFXやCFDなどにおいても、クレジットカードによる入金が可能な業者がある。
盗難や紛失の場合は、発行のクレジットカード会社へ連絡すれば利用が停止され、被害の発生を最小限に抑えることができる。また、カード会社によってはカード盗難保険などをあらかじめ付帯しているカードも多い。これは被害者の利益を考えてのサービスではあるが、過去にクレジットカードやローンカードの第三者による不正使用が、特定の条件下ではカード所持者の責任ではないとの判決が出たことや、預金者保護法が2006年に施行されたことなどの周辺環境要因により、カード会社側が未然に損失の限定を狙ってのことである。
日本では1990年代、インターネットサービスプロバイダへのアカウント使用料の支払のために欠かせないものだった。これは当時、口座振替や払込書払いなどの決済手段が充実していなかったためである。2010年代においても、いわゆる「格安スマホ」やオンラインDVDレンタルサービスなどの利用料金支払いにはクレジットカードが必要な場合がほとんどで（デビットカードは不可）、口座振替やその他の支払方法には対応していないことが多い。また、レンタカー会社では特定車種（高級車・スポーツカーなど）のレンタルをクレジットカード決済限定にしていることもある。